# Percy Hynes White
Percy Hynes White, född den 8 oktober 2001 i St. John's på Newfoundland, är en kanadensisk skådespelare.
White har bland annat medverkat i TV-serierna The Gifted (2017–2019), Wednesday (2022) och Pretty Hard Cases (2021–2023).

## Filmografi (i urval)
- 2014 – Rookie Blue (TV-serie)
- 2014 – Natt på museet: Gravkammarens hemlighet
- 2014–2015 – Murdoch Mysteries (TV-serie)
- 2015–2016 – Ett fall för KLURO (TV-serie)
- 2015 – Defiance (TV-serie)
- 2016 – 11.22.63 (TV-serie)
- 2017–2019 – The Gifted (TV-serie)
- 2020 – Transplant (TV-serie)
- 2021–2023 – Pretty Hard Cases (TV-serie)
- 2022 – Wednesday (TV-serie)